# Muro de Aguas
Muro de Aguas tỉnh và cộng đồng tự trị La Rioja, phía bắc Tây Ban Nha. Đô thị này có diện tích là 30,90 ki-lô-mét vuông, dân số năm 2009 là 58 người với mật độ 1,88 người/km². Đô thị này có cự ly 68,3 km so với Logroño.